# Torre d'Emili Roca
La Torre d'Emili Roca és una obra noucentista de Sant Cugat del Vallès (Vallès Occidental) protegida com a Bé Cultural d'Interès Local.

## Descripció
Xalet de planta rectangular amb coberta a doble vessant amb el carener paral·lel a la façana principal. La teulada es recolza sobre uns arcs suportats per unes mènsules esglaonades de maó.

## Història
L'arquitecte que projectà la casa fou Enric Catà i Catà, autor del teatre principal de Terrassa i del palau Nacional de Montjuïc. Enric Catà era catedràtic de l'Escola d'Arquitectura de Barcelona.
Emili Roca Soldevila demanà la llicència, a la Comissió Municipal Permanent de l'Ajuntament de Sant Cugat, per a construir la casa el 23 d'abril de 1930 i li fou atorgada el 18 d'octubre de 1930.